# مارغريتا سيمونيان
مارغريتا سيمونيان (بالروسية: Маргарита Симоновна Симоньян)‏ هي إعلامية روسية أرمنية حيث تم تعينها رئيسة لقنوات RT الروسية الناطقة بعدة لغات بما فيها العربية والإنكليزية والاسبانية، حيث تعرف العربية منها باسم قناة “روسيا اليوم” والمشهورة على نطاق واسع في العالم العربي. ولدت في يوم 6 أبريل 1980 في كراسنودار.و تتكون من عائلة لغواطي في البيض
توصف مارغاريتا سيمونيان بأنها (دلوعة الكرملن) وتم تعينها رئيسة لقناة RT منذ العام 2005 وفي العام 2007 حين انطلقت قناة “روسيا اليوم” العربية لم تجد الإدارة الروسية بديلا عن السيدة سيمونيان رغم أنها لا تجيد العربية، وبالفعل استطاعت هذه السيدة الأرمنية الأصل جعل هذه القناة واحدة من أشهر الفضائيات الناطقة باللغة العربية.
في العام 2009 حين اطلقت قناة RT محتطها الجديدة الناطقة باللغة الأسبانية أيضا وكلت للسيدة سيمونيان إدارتها لتصبح الأرمنية ذو العشرينيات من العمر مديرة أكبر وكالة إعلام روسية وكلت إليها إظهار روسيا والمحيط الروسي وسياسات الدول للعالم الخارجي من وجهة النظر الروسية.
ويقال أن سيمونيان تحظى باهتمام خاص من الرئيس بوتين الذي يوكل إليها العديد من المهمات الإعلامية الكبيرة على الساحة الدولية.
أيضا لابد من التنويه أن سيمونيان في البداية كانت مجرد مراسلة للتلفزيون الروسي، وهو الموقع الذي سرعان ما انتقلت منه بين عشية وضحاها لتحتل منصب رئيسة قناة “روسيا اليوم” الناطقة بالإنكليزية، الذي أضافت إليه منصبي رئيسي تحرير (الشقيقتين) الناطقتين بالعربية والإسبانية، فضلا عن وجودها المكثف واللافت للأنظار كضيفة في كثير من برامج الـ “توك شو”، إلى جانب استئثارها بتقديم برنامجين خاصين في قناتي “إن تي في” و“رين تي في” واسعتي الانتشار، ما يثير كثيرا من التساؤلات حول حدود طموحاتها التي يدعمها الكرملين.

## وصلات خارجية
https://www.youtube.com/channel/UCGppl-223d7vPqAnrHwm8-Q